# Доронин, Владислав Юрьевич
Владислав Юрьевич Доро́нин (7 ноября 1962, Ленинград) — российский предприниматель и совладелец компании «Капитал Груп».

## Биография
Владислав Доронин родился в семье Юрия (р. 15.09.1937) и Зинаиды Дорониных (р. 2.10.1935). Окончил Московский государственный университет, MBA в Швейцарии.
В 1989 году начал свою профессиональную деятельность в международной торговой компании Mark Rich & Co.
В 1991 году Доронин основал компанию «Капитал Груп» («Capital Group»), в состав которой в 1993 году вошли Эдуард Берман и Павел Тё.
Холдинг «Капитал Груп» стал одной из первых частных компаний — участников проекта «Москва-Сити». С 1991 по 1998 год компания занималась в основном офисным строительством (бизнес- и офисные центры), впервые проект загородного элитного жилья компания реализовала в 1997 году. В 2002 году было построено несколько торговых центров «Метромаркет». Со временем компания «Capital Group» значительно расширилась, заняв одно из лидирующих мест среди застройщиков Москвы. В 2007 году руководство холдинга в лице Доронина и других совладельцев решило образовать компанию «Capital Group Commercial» для управления коммерческими активами.

## Aman Resorts
В феврале 2014 года Доронин стал мажоритарным владельцем Aman Group. Aman Group — это холдинговая компания международных роскошных курортов Aman Resorts. В июле 2014 года Доронин и миноритарный акционер вступили в юридический спор относительно руководства группой. По состоянию на сентябрь 2014 года спор не был полностью разрешён. В марте 2016 года Высший суд Лондона подтвердил, что вопрос был урегулирован между Дорониным и KPMG, и Доронин получил полный контроль над Aman Resorts в рамках урегулирования.
В апреле 2015 года Доронин стал партнёром застройщика роскошной недвижимости Майкла Шво в сделке на 500 млн долларов США о приобретении 4—24 этажей в здании Crown Building на Пятой авеню в Нью-Йорке.

## Личная жизнь
Доронин начал встречаться с Екатериной[какой?], когда ей было 16 лет. В браке Екатерина находились более 20 лет, имеют дочь Екатерину.
Ранее Доронин встречался с шведской моделью Карен Шонбахлер. Их отношения длились 5 лет.

### Развод с женой
Долгое время Доронин никак не мог договориться о разводе со своей супругой Екатериной. С учётом того, что брак был зарегистрирован в США и принимая во внимание 21-летний срок замужества и наличие дочери, Доронина по американскому законодательству претендовала на половину состояния своего супруга. В итоге супругам удалось договориться и в 2009 г. они развелись. За развод Доронин заплатил $10 миллионов.

### В отношениях с Наоми Кэмпбелл
Доронин познакомился с Наоми Кэмпбелл в мае 2008 г. на Каннском кинофестивале. Знакомство быстро переросло в роман.
К 2012 году Доронин построил для возлюбленной особняк Capital Hill Residence в районе Рублёво-Успенского шоссе в форме космического корабля площадью более 2,5 тыс. м², состоящий из основного здания и двух башен высотой 22 метра. Футуристический замок спроектировала британский архитектор арабского происхождения Заха Хадид.
В октябре 2012 года появились сообщения о расставании Доронина и Кэмпбелл.

### Отношения с Кристиной Романовой
Начиная с 2014 года активно ходили слухи о романе Доронина с моделью Кристиной Романовой. В 2015 году она родила дочку от Доронина, а в 2019 - еще одну.

## Состояние
В 2009 году состояние Доронина оценивалось в два миллиарда долларов. Данные от различных источников значительно отличаются и оценивали состояние Доронина — от одного до шести миллиардов долларов.
В рейтинге российских миллиардеров 2011 г. по версии журнала «Финанс» состояние Владислава Доронина оценили в $220 миллионов (6,7 млрд руб.).

## Достижения и награды
- В рамках премии «Персона года 2009», проводимой Группой компаний «РосБизнесКонсалтинг», Доронину присвоено звание «Бизнесмен года»[17].
- В 2009 году бизнесмен занял второе место в рейтинге самых стильных мужчин России по версии журнала «GQ».
- В 2009 году согласно рейтингу агентства «Building» Доронин вошёл в десятку наиболее профессиональных девелоперов.
- В 2010 году согласно рейтингу Топ-1000 среди российских менеджеров, проводимый журналом «Деньги», Доронин признан одним из лучших руководителей России в отрасли строительства.
- Почётная грамота Правительства Российской Федерации (29 марта 2011 года) - За активное участие в организации и проведении Международного форума по проблемам, связанным с сохранением тигра на Земле[18]